# Kaapverdische muziek

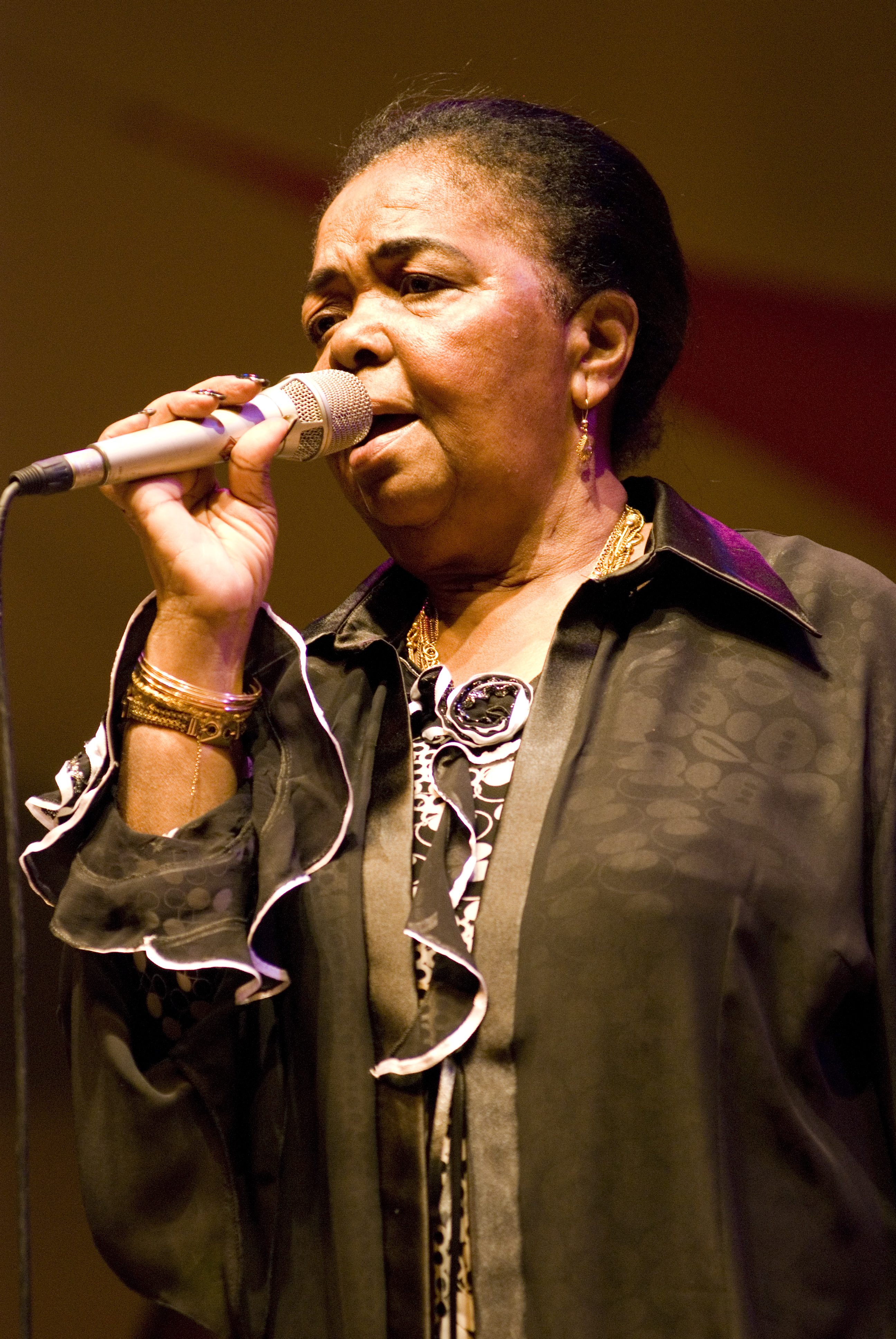
Cesária Évora.

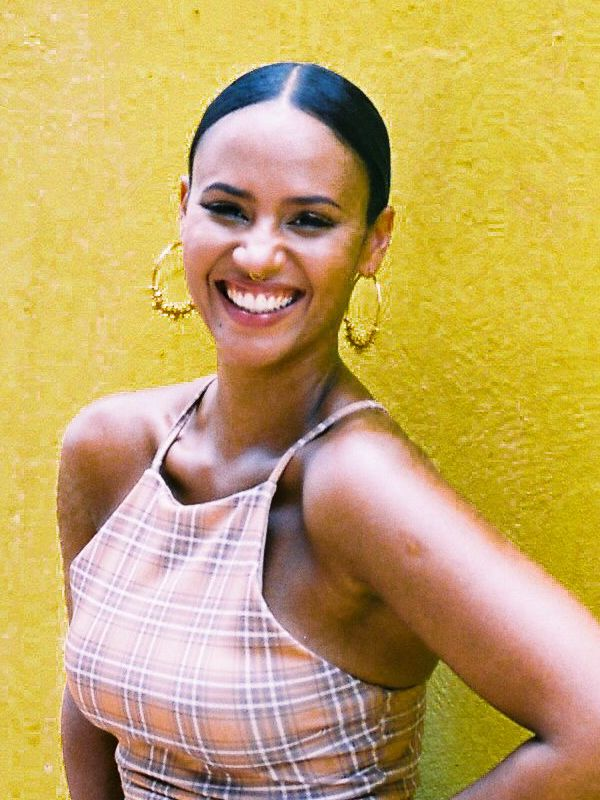
Mayra Andrade.

Kaapverdische muziek is muziek uit Kaapverdië en muziek van de Kaapverdische migranten en hun nakomelingen in landen als de Verenigde Staten, Portugal en Nederland. De Afrikaanse eilandengroep was de geboorteplaats van diverse muziekstijlen waaronder morna, coladeira en funaná. Kaapverdische muziek werd internationaal bekend dankzij het succes van Cesária Évora. 

## Geschiedenis
Kaapverdië, een eilandengroep op honderden kilometers van de Afrikaanse kust, was oorspronkelijk onbewoond. De Portugezen vestigden zich er vanaf eind 15e eeuw. Ze zagen het vanwege de strategische ligging als een geschikte plek voor handel en bevoorrading van schepen, en stelden er Afrikaanse slaven te werk.
Sommige Kaapverdische muziek- en dansstijlen zoals funaná en batuque zijn van oorsprong Afrikaans. Andere genres zoals morna en coladeira zijn juist ontstaan door vermenging van culturele invloeden. Op de kleine, geïsoleerde eilanden was er veel contact tussen Afrikanen en Portugezen. Ook leerden Kaapverdianen muziek uit andere landen kennen via havens en radiozenders. Zo kwamen Kaapverdianen in aanraking met Europese stijlen (wals, polka, schottische, mazurka, galop), Braziliaanse stijlen (modinha, lundum, maxixe) en andere Latijns-Amerikaanse en Caribische invloeden.
Kaapverdianen hadden in de loop der eeuwen te lijden onder koloniale onderdrukking,  armoede en hongersnood. Veel Kaapverdianen emigreerden daarom. Deze ervaringen komen vaak terug in liedteksten, met onderwerpen als armoede, verlangen naar huis, het missen van geëmigreerde geliefden et cetera. Als gevolg van de emigratie werden Kaapverdische gemeenschappen in het buitenland, bijvoorbeeld in New England en Rotterdam, belangrijke centra van Kaapverdische muziek.
Van oorsprong Afrikaanse genres als funaná en batuque werden lange tijd veroordeeld en onderdrukt door de kerkelijke en Portugese autoriteiten. In combinatie met de soms militante teksten maakte dit genres als funaná tot symbool van verzet. Toen Kaapverdië in 1975 onafhankelijk werd, maakte de populariteit van deze genres een heropleving door.
Begin jaren 1990 brak Cesária Évora internationaal door. De 'diva op blote voeten' verkocht honderdduizenden platen en won een Grammy Award. Het succes van Évora baande de weg voor vele andere Kaapverdische artiesten zoals Lura, Mayra Andrade, Maria de Barros, Tito Paris, Téofilo Chantre en Tcheka.
Vanaf de jaren 1970 en 1980 werden muziekstromingen als reggae, hiphop, r&b en zouk populair onder Kaapverdianen. Dit leidde tot nieuwe muziekvormen zoals het genre cabozouk.

## Muziekstijlen

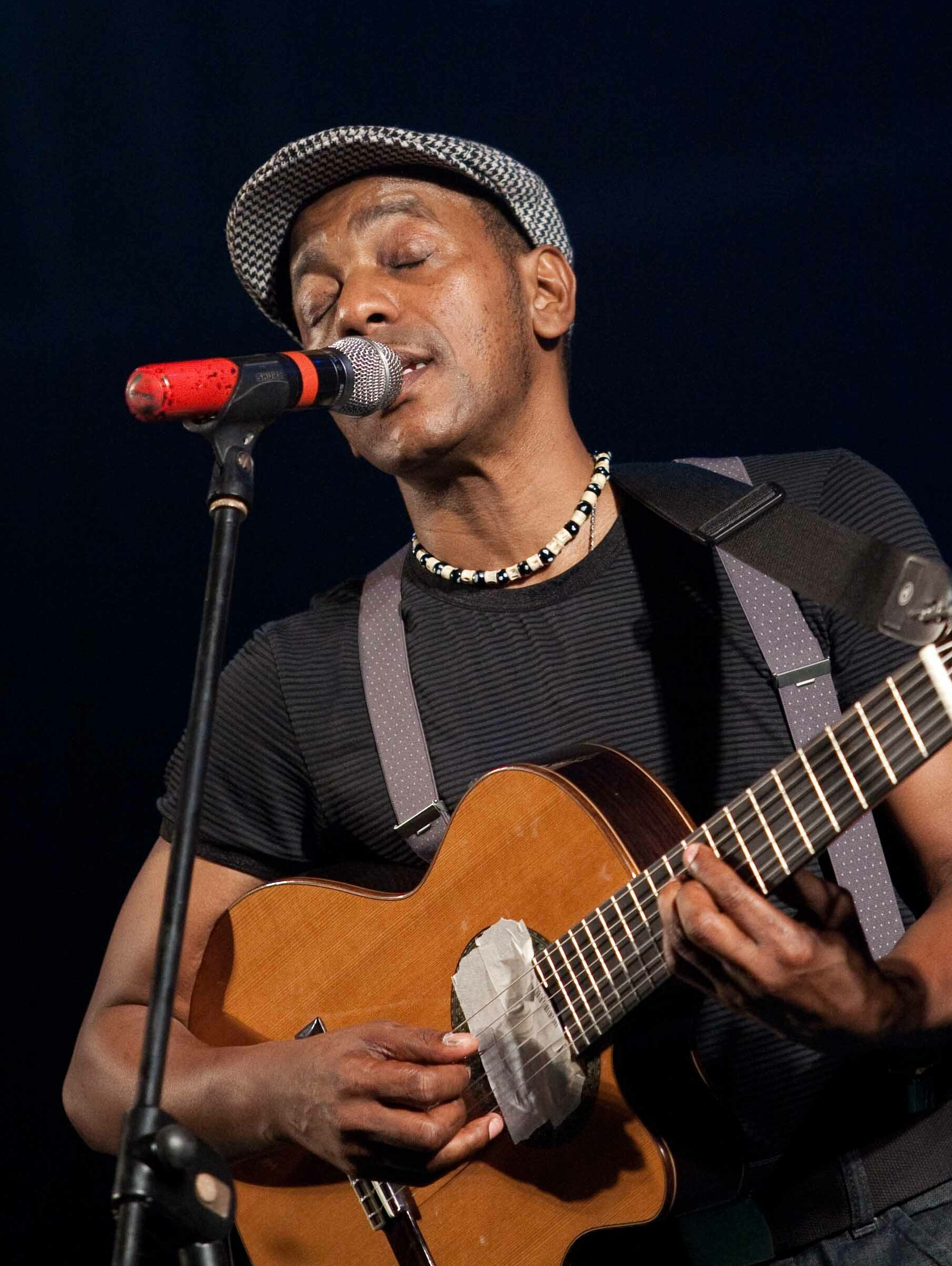
Tito Paris.

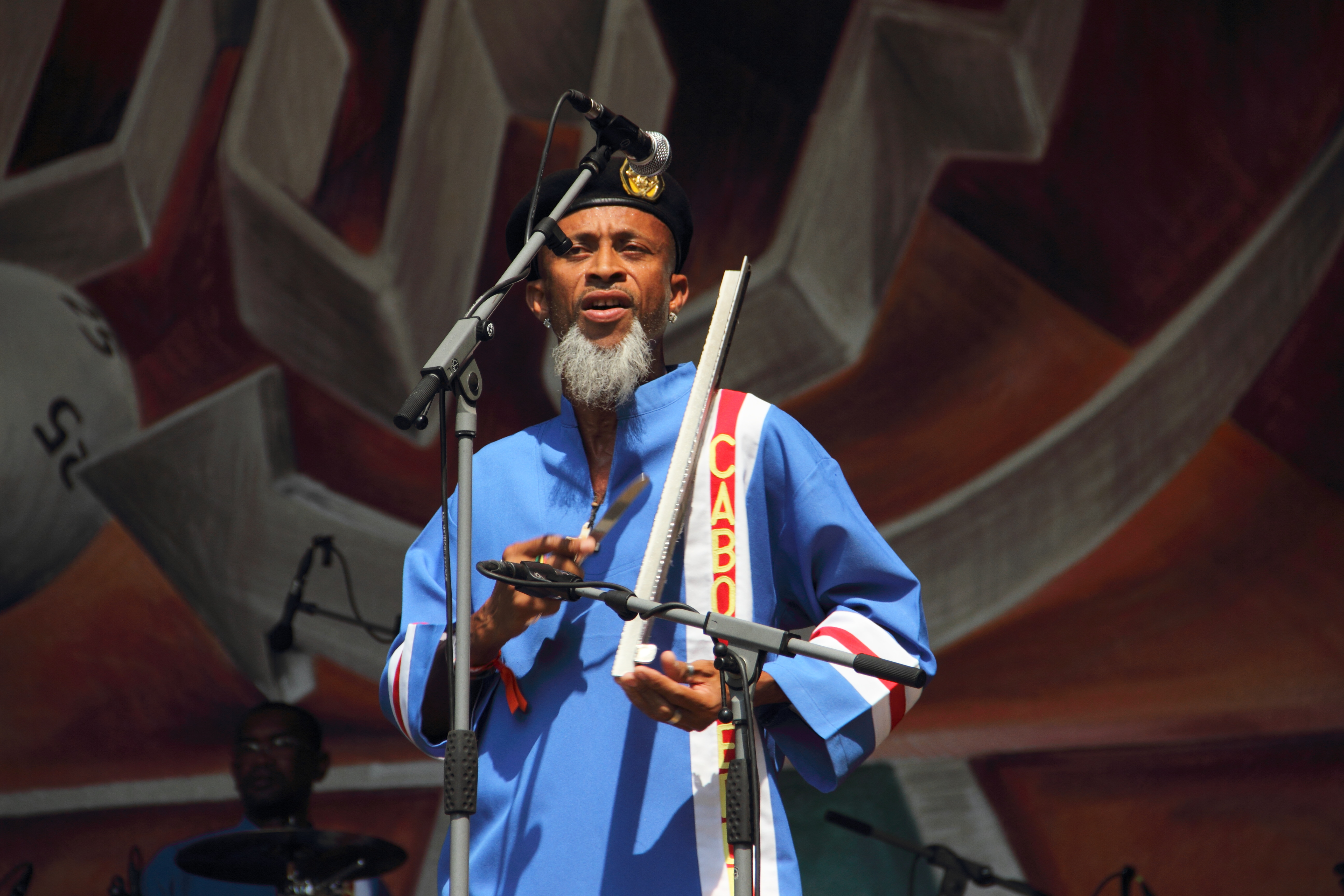
Bino Branco van de Kaapverdische groep Ferro Gaita.

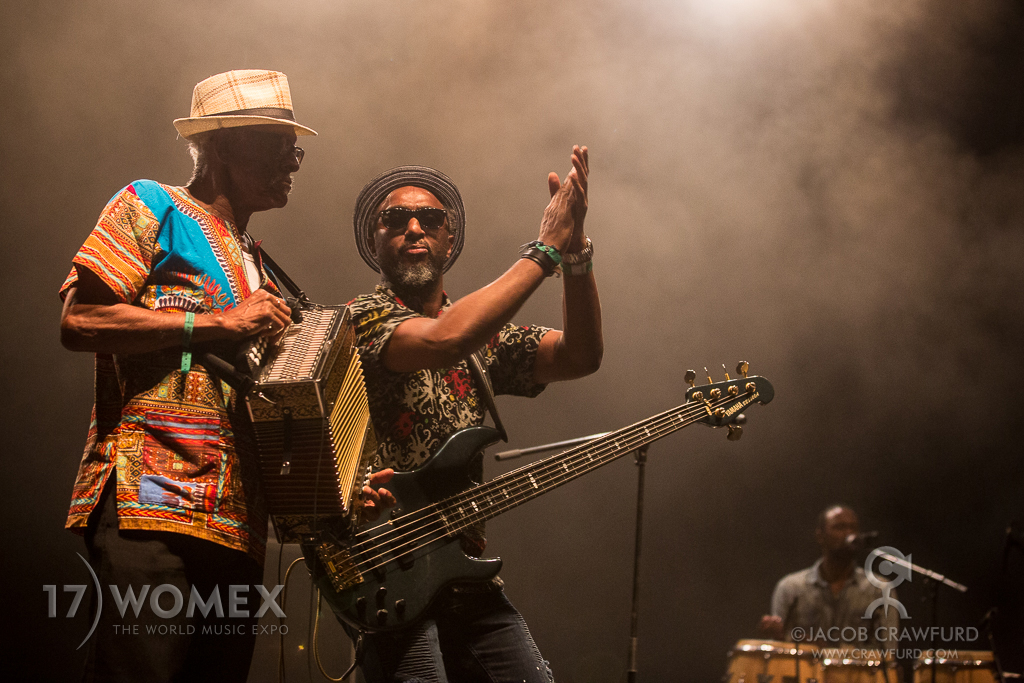
Bitori.

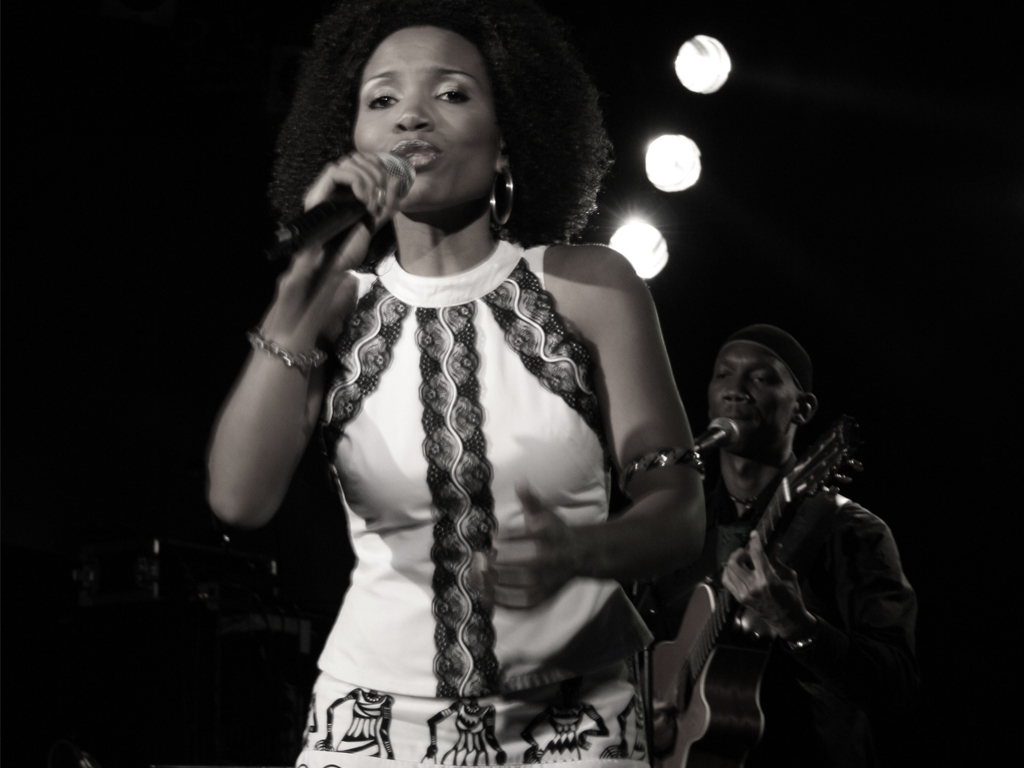
Lura.

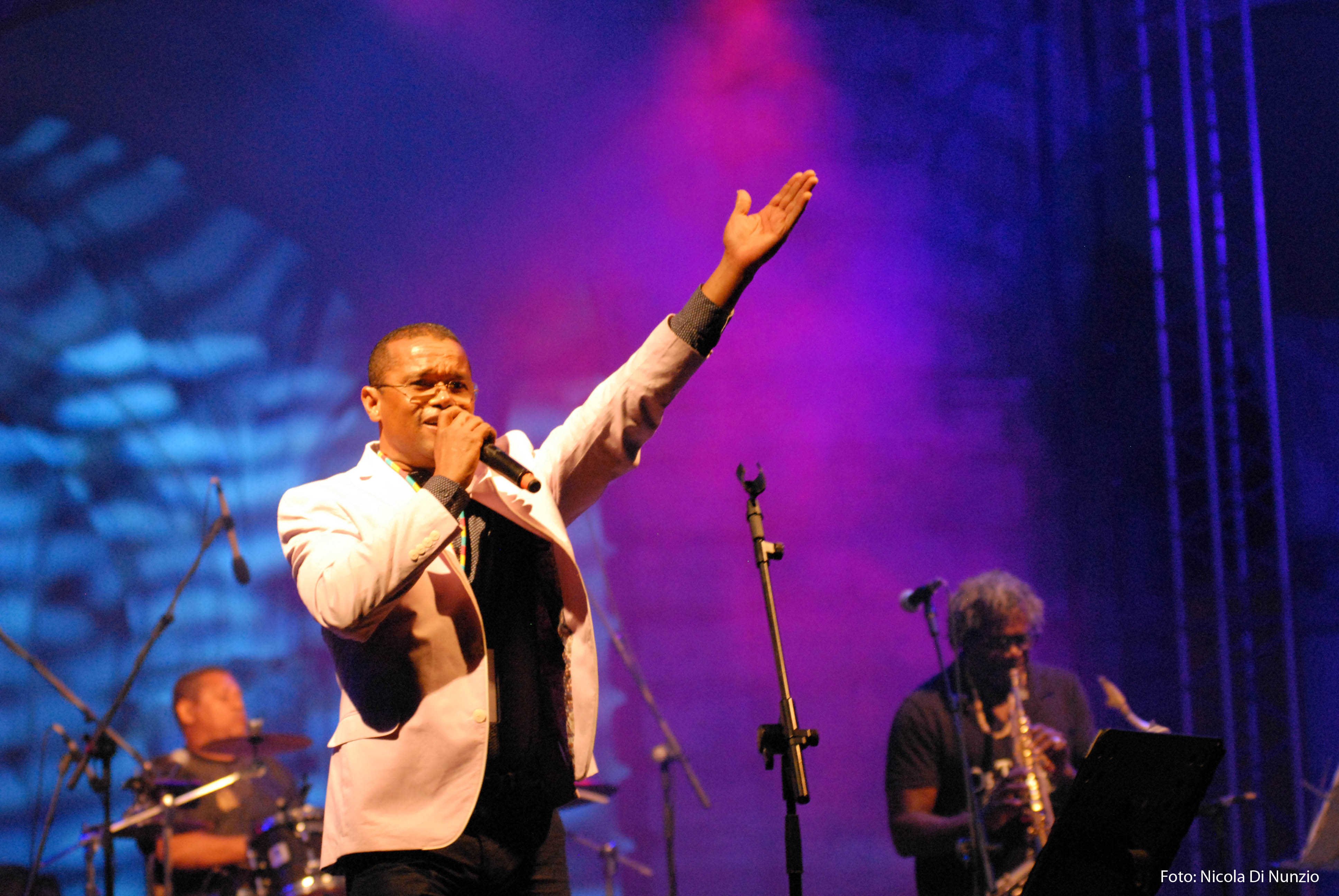
Os Tubarões.

### Morna
De muzekstijl morna, die gekenmerkt wordt door melancholie en sodade, werd internationaal bekend door het succes van Césaria Évora. Teksten gaan vaak over onderwerpen als heimwee, verlangen naar een geliefde ver weg, lijden en noodlot. 
Morna wordt gezien als de nationale muziek van Kaapverdië. In 2019 werd Morna door de UNESCO erkend als immaterieel cultureel erfgoed.
Naast Cesária Évora zijn onder andere Bana, Tito Paris en Téofilo Chantre bekende artiesten in het genre.

### Coladeira
Coladeira is verwant aan morna, maar is vrolijker, sneller en levendiger. De harmonieën zijn eenvoudiger, maar de - aanstekelijke - ritmes zijn juist complexer. De teksten zijn vaak humoristisch en satirisch, zijn soms politiek georienteerd en gaan regelmatig over problemen tussen de seksen. 
Coladeira's worden vaak uitgevoerd door artiesten of groepen die ook morna's uitvoeren. Voorbeelden van artiesten in het coladeiragenre zijn Cesária Évora, Bana, Tito Paris en Téofilo Chantre.

### Funaná
Funaná is snelle, opzwepende dansmuziek die traditioneel wordt voortgestuwd door de gaita, een soort knoppenaccordeon, en ondersteund door het ritme van de ferrinho, een ijzeren staaf. De funaná was oorspronkelijk muziek van Afrikaanse slaven op het platteland van het Kaapverdische eiland Santiago. De teksten gaan vaak over hun ervaringen en de problemen die zij ervoeren, zoals armoede en hongersnood. 
Bekende namen in het genre zijn onder andere Bulimundo, Ferro Gaita en Bitori.

### Batuque en finaçon
Ook batuque is een genre van de Afrikaanse plattelandsbevolking op Santiago. Batuque is een combinatie van zang, dans en percussie. Het werd traditioneel vooral door vrouwen beoefend. Batuque onderscheidt zich van andere Kaapverdische genres door de vraag-en-antwoordstructuur en het polyritmische karakter.
Kaapverdische artiesten als Lura, Mayra Andrade en Tcheka verwerkten batuque-invloeden in hun muziek.
Een sterk verwant genre is de finaçon. Tijdens finaçon brengt de leadzanger ritmisch gesproken of gezongen tekst ten gehore. Vaak zijn dit deels geïmproviseerde, verhalende verzen.

### Tabanka
Op Santiago worden traditioneel Tabanka-vieringen georganiseerd rond heiligendagen. Deze worden georganiseerd door Tabanka-verenigingen, organisaties met een religieus en maatschappelijk karakter. Een belangrijk onderdeel van de vieringen is de processie met zang, percussie, dans en (batuque-)muziek. Kenmerkende muziekinstrumenten tijdens de processie zijn schelphoorn, percussie en fluitjes.
Hoewel tabanka dus een bredere culturele traditie is, wordt het soms ook als een muziekgenre gezien. Verschillende artiesten hebben invloeden van tabanka in hun muziek gebruikt. Voorbeelden van door tabanka geÏnspireerde songs zijn Tabanca van Os Tubarões (1980), Tabanka van Finaçon (1992), Tabanka van de Rotterdamse groep Rabasa (2004) en Tabanka van Lura (2009).

### Cabozouk
In de jaren 1980 brak Kassav internationaal door en werd zouk een populair genre binnen de Kaapverdische gemeenschap. Vanaf eind jaren 1980 gingen Kaapverdische muzikanten in met name Nederland (Kaapverdische varianten van) zouk maken. Niet zelden werd dit gecombineerd met andere stijlen zoals pop, r&b en hiphop. Deze muziek kreeg namen als cabo-zouk, cola-zouk (een combinatie van coladeira en zouk) en cabo-love. Voorbeelden van artiesten in dit genre zijn Suzanna Lubrano, Splash! (met Dina Medina), Livity, Beto Dias en Grace Évora.

### Overige genres
Vanaf de jaren 1970 en 1980 werden reggae, rock (in mindere mate) en later hiphop populair onder Kaapverdianen, die ook in deze genres actief werden.
Andere artiesten mengen Kaapverdische muziek met populaire stijlen als pop, r&b, hiphop en/of elektronica, en met Afrikaanse of Caribische invloeden. Een voorbeeld hiervan, naast de al genoemde cabozouk, is Dino d'Santiago, die sinds de jaren 2010 diverse prijswinnende albums uitbracht.

## Thema's
Veel teksten van Kaapverdische muziek gaan over de ervaringen van Kaapverdianen. Onderwerpen kunnen verschillen per muziekstijl en veranderden in de loop der tijd.
In Nederland gingen veel teksten over Rotterdam. Er zijn meer dan 100 Kaapverdische liedjes geschreven met Rotterdam als onderwerp.

### Traditionele thema's
- Teksten in mornas gaan over vertrek en terugkeer, scheiding en hereniging, verlangen naar een geliefde ver weg, lijden en noodlot. Het melancholieke gevoel van saudade (in het Kaapverdisch-creools: sodade) speelt een belangrijke rol.
- Teksten in coladeiras gaan vaak over relaties en problemen tussen de seksen en soms over politiek. De teksten zijn vaak humoristisch en satirisch.
- Teksten in funaná gaan traditioneel over de ervaringen van de plattelandsbevolking van Santiago en over de problemen die zij ervoeren, zoals armoede en hongersnood.
- Teksten in batuque en finaçon bevatten vaak spottend, satirisch commentaar of kritiek op sociale of alledaagse kwesties. Ook worden er verhalen verteld over belangrijke gebeurtenissen, personen of families.

### Moderne thema's
Thema's in liedteksten veranderden in de loop der tijd door de nieuwe ervaringen van Kaapverdianen.
Vanaf de jaren 1960 en 1970 gingen veel teksten over de ervaringen van migranten en achterblijvers. In de diaspora gingen teksten bijvoorbeeld over de nieuwe rijkdom en heimwee naar het moederland. In Kaapverdië gingen teksten bijvoorbeeld over het patserige gedrag van teruggekeerde migranten, die pronkten met geld en jonge vrouwen. Ook gingen teksten over familieleden die door migratie van elkaar gescheiden werden.
Tijdens de Kaapverdische onafhankelijkheidsstrijd waren veel teksten militant of politiek. Dit gebeurde vaak in bedekte termen of metaforen. Een voorbeeld was de tekst 'ik ben niemands kind', dit betekende 'ik ben geen bezit van Portugal'. Na de onafhankelijkheid in 1975 gingen teksten over de onafhankelijkheid, de opbouw van het land, onafhankelijkheidsstrijders zoals Amílcar Cabral en problemen zoals armoede.
Vanaf eind jaren tachtig gingen de teksten in populaire stijlen als cabozouk meer over algemene thema's als liefde. Daarnaast waren er in Kaapverdische muziek ook teksten met kritiek op politici en elite en teksten over de gevolgen van migratie.

## Taal
Kaapverdische muziek wordt meestal in het Kaapverdisch-Creools gezongen.

## Kaapverdische muziek in de diaspora

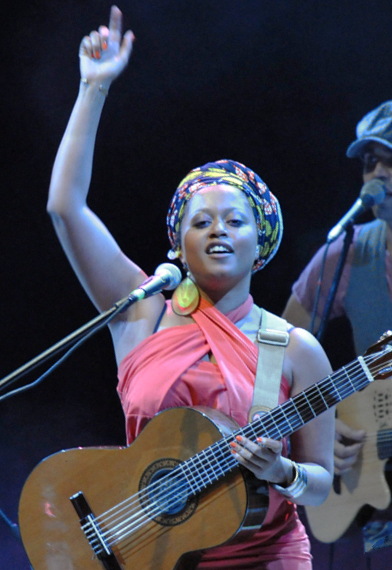
De Portugees-Kaapverdische zangeres Sara Tavares.

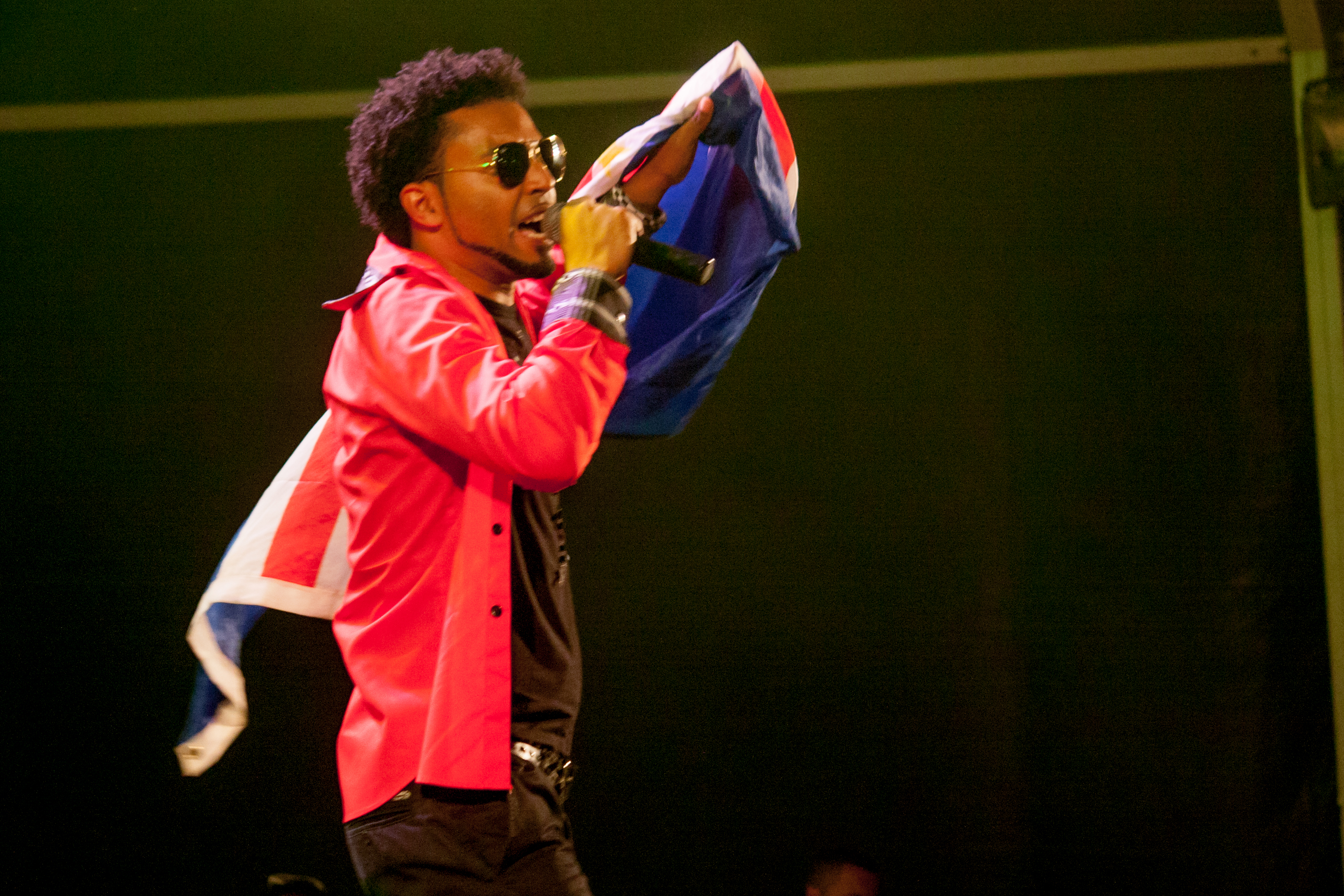
De Nederlands-Kaapverdische zanger Gil Semedo.

Sinds de 19e eeuw emigreerden grote aantallen Kaapverdianen naar het buitenland, onder andere vanwege armoede en hongersnood. Tegenwoordig wonen er meer Kaapverdianen buiten Kaapverdië dan in Kaapverdië. Hierdoor kon Kaapverdische muziek ook buiten Kaapverdië tot bloei komen. Succesvolle Kaapverdische artiesten en groepen zijn of waren actief in onder andere de Verenigde Staten (Maria de Barros, Norberto Tavares, Gardénia Benros), Portugal (Lura, Sara Tavares, Dino d'Santiago), Frankrijk (Cabo Verde Show, Téofilo Chantre) en Nederland (Suzanna Lubrano, Gil Semedo, Nelson Freitas).
Sommige Kaapverdische groepen en artiesten waren succesvol met niet-Kaapverdische muziek. Voorbeelden hiervan zijn de Amerikaanse r&b-, soul- en disco-groep Tavares, de Amerikaanse jazzpianist Horace Silver en de Nederlandse rapper E-Life. Anderen waren succesvol met Kaapverdische muziek of met het combineren van Kaapverdische muziek met andere genres.

### Nederland
Rotterdam is de thuisbasis van een van de grootste Kaapverdische gemeenschappen ter wereld, en een van de belangrijkste centra voor Kaapverdische muziek wereldwijd. In Rotterdam werden meerdere Kaapverdische platenlabels, opnamestudio's en radiozenders opgericht. Veel Kaapverdische artiesten wonen of woonden in Rotterdam of namen er muziek op.

#### Eerste generatie: vanaf jaren 1960
Een belangrijke rol hierbij speelde João Silva, beter bekend als Djunga de Biluca (São Vicente, 13 februari 1929 - Rotterdam 17 april 2023). Djunga de Biluca richtte het eerste Kaapverdische platenlabel op, Morabeza Records. Morabeza Records bracht gedurende drie decennia vele tientallen platen uit, waaronder de debuutsingle van Cesária Évora, diverse platen van Bana, en albums van Voz de Cabo Verde, een internationaal befaamde groep met muzikanten als Frank Cavaquinho, Luís Morais en Djosinha.
Een andere prominente figuur in de Kaapverdische muziek in Rotterdam was Américo Brito. Américo Elias Silva Brito (São Filipe, 1958 - Rotterdam, 2023) was in Rotterdam actief als dj, was in de jaren 1970 en 1980 actief met de groepen Babylon, Djarama en Survivor en bracht enkele solo-albums uit, waaronder het succesvolle Sintado na Pracinha. Américo Brito was daarnaast mede-oprichter van de festivals Dunya Festival, Zomercarnaval Rotterdam en Festival Magia. In de jaren 2010 trad hij nog op met Arp Frique.

#### Moderne periode: vanaf jaren 1990
Vanaf de jaren 1990 waren veel Nederlandse Kaapverdianen actief in het genre cabozouk. Voorbeelden zijn Suzanna Lubrano, Splash! (met Dina Medina), Livity, Beto Dias en Grace Évora. Artiesten als Suzanna Lubrano, Gil Semedo en Nelson Freitas waren internationaal succesvol met hun combinaties van (Kaapverdische) zouk en andere stijlen. Hiphopacts als Broederliefde en Bollebof verwerken Kaapverdische invloeden in hun muziek.
Suzanna Lubrano (1975) gaf uitverkochte concerten en ontving gouden en platina platen in diverse landen. Ze won een Kora African Music Award in de categorie beste vrouwelijke artiest. Haar muziek is een mix van pop, r&b, zouk en coladeira.
Gil Semedo (1974) gaf talloze optredens in Portugeestalige en Afrikaanse landen en verkocht meer dan een miljoen platen. Hij noemt zijn muziekstijl 'cabo swing', een mix van Kaapverdische stijlen met pop, r&b en zouk.
Nelson Freitas (1975) is succesvol in onder andere Portugal en Angola. Zijn hit Miúda Linda (2015) is tientallen miljoenen keren gestreamd. Freitas won diverse awards in Portugal en Kaapverdië. Zijn muziek is een mix van r&b, colazouk, kizomba en hiphop.

## Kaapverdische artiesten en groepen
Lijst van Kaapverdische artiesten en groepen met een artikel op Wikipedia. 
- Bana
- Cesária Évora
- Carmen Souza
- Dina Medina
- Eddy Fort Moda Grog
- Gil Semedo
- Johnny Rodrigues
- Lura
- Mayra Andrade
- Maria de Barros
- Nelson Freitas
- Sara Tavares
- Suzanna Lubrano
- Teófilo Chantre
- Tcheka
- Tito Paris
- Vasco Martins